# Ērgļi
El municipi d'Ērgļi (en letó: Ērgļu novads) és un dels 110 municipis de la República de Letònia, que es troba localitzat al centre del país bàltic, i que té com a capital la localitat de Smārde. El municipi va ser creat l'any 2006 després d'una reorganització territorial.

## Ciutats i zones rurals
- Ērgļis pagasts (zona rural)
- Lapmežciema pagasts (zona rural)
- Smārdes pagasts (zona rural)

## Població i territori
La seva població està composta per un total de 3.570 persones (2009). La superfície del municipi té uns 379,5 kilòmetres quadrats, i la densitat poblacional és de 9,41 habitants per kilòmetre quadrat.